# Dicranoloma austro-scoparium
Dicranoloma austro-scoparium är en bladmossart som beskrevs av Ferdinand François Gabriel Renauld 1909. Dicranoloma austro-scoparium ingår i släktet Dicranoloma och familjen Dicranaceae. Inga underarter finns listade i Catalogue of Life.